# Opiumhålan
Opiumhålan är en svensk film från 1911 i regi av Eric Malmberg. 

## Om filmen
Filmen har aldrig visats offentligt. Den spelades in med exteriörer från Mölle, Borås, Göteborg, Kalmar, Karlskrona, Kristianstad, Malmö, Paris, Monte Carlo samt ombord på S/S Lusitania under resan till New York sommaren 1911 av Julius Jaenzon. Filmen var avsedd att presenteras i sex alternativa versioner, där huvudpersonens hemstad av publiken lätt kunde igenkännas.

## Rollista (i urval)
- Victor Arfvidson
- Eric Malmberg
- Lilly Jacobsson
- Lars Björck